# Michal Kern
Michal Kern (* 25. července 1979 Valtice) je český filmový, televizní a divadelní herec. Je držitelem Českého lva za Nejlepšího herce v hlavní roli a Ceny české filmové kritiky za Nejlepšího herce ve filmu za ztvárnění Jiřího Arvéda Smíchovského ve filmu Arvéd.

## Životopis
Narodil se ve Valticích a vyrůstal v dělnické rodině v Podivíně. Herectví ho oslnilo až během studia na gymnáziu, kdy se dostal do divadelního souboru Regina při gymnáziu Břeclav. Po gymnáziu studoval od roku 1999 na DAMU. Už během studia hostoval v Divadle na Fidlovačce a Národním divadle, kde si zahrál tovaryše ve Faustovi a chlapce v Kristinčině návratu. Po absolutoriu nastoupil roku 2004 do angažmá Činoherního studia v Ústí nad Labem. Zde se například objevil v rolích Andreje ve Třech sestrách, Eloise Bernarda v Panice, Alexe v Uražení a ponížení nebo titulní roli ve hře O Zlatém Sidorovi. V roce 2006 se rozhodl odejít z ústeckého studia a působit na volné noze.
Vystupuje především v pražských divadlech. V Divadle Komedie si zahrál Johna v inscenaci Bash, v MeetFactory Boha v Genesis č. 2 a v A Studiu Rubín se objevil v roli Amise v Dresscode Amis a Amil. Ve Studiu Hrdinů sehrál roli Rudolfa v inscenaci O slavnosti a hostech a ve Vinohradském divadle ztvárnil Blázna ve Vojckovi a Tubistu ve Zkoušce orchestru. Několik let účinkoval v Divadle Na Jezerce, a to ve hrách Charleyova teta, Poslední aristokratka, Komedianti, Tři v tom a v Divadle v Celetné. Zde se například objevil v rolích Hypnotizéra v Detektoru lži, Maga v Bez kyslíku, Člověka v Labyrintu světa a ráji srdce, Jamieho ve Speedrunu, Alexe v Tattoo a Lysandra ve Snu noci svatojánské. Od roku 2011 je členem spolku 3D Company, kde si zahrál ve hrách Central Park West, Nezvěstná, Noc tribádek nebo Máte jednu špatnou zprávu. Mimo jiné také spolupracoval s Klubem Mlejn, Divadlem Na Prádle a také s Divadlem Letí, kde ztvárnil Josha a Thomase v Domečku pro buzničky, Angela v Bazénu bez vody, Richarda v Náš malý svět. Ve fyzickém divadle Teatro Novogo Fronta se objevil v několika rolích v inscenaci Zwischenmensch.
Za ztvárnění role Puka ve Snu čarovné noci v Národním divadle byl v užší nominaci na Cenu divadelní kritiky v roce 2016 za Mužský herecký výkon roku.
Kromě divadla hraje i ve filmech a seriálech. Objevil se v seriálech Letiště, Ordinace v růžové zahradě, Pojišťovna štěstí nebo Ulice. Nejvíce se proslavil titulní rolí ve filmu ve filmu Arvéd, kde hrál Jiřího Arvéda Smíchovského. Za tuto roli získal za rok 2022 Cenu české filmové kritiky a Českého lva.

## Filmografie
| Rok  | Název                     | Role                     | Poznámky                                                                            |
| ---- | ------------------------- | ------------------------ | ----------------------------------------------------------------------------------- |
| 2000 | Pra pra pra               |                          | televizní seriál, díl: „Příchod Čechů na Říp“                                       |
| 2001 | Aféra s náhrdelníkem      |                          | film                                                                                |
| 2003 | P.F. 77                   | student DAMU             | film                                                                                |
| 2006 | Letiště                   |                          | televizní seriál, díl: „Mrtvý muž letí“                                             |
| 2009 | Zoufalci                  | Tonda                    | film                                                                                |
| 2010 | Ženy v pokušení           | číšník                   | film                                                                                |
| 2010 | Cesty domů                |                          | televizní seriál, díly: „Učitel“ a „Tady už doma nejseš“                            |
| 2012 | Obchoďák                  |                          | televizní seriál, díly: „Lechtivá“ a „Tři sta vteřin zpoždění“                      |
| 2012 | Aplaus                    | podpraporčík             | TV film                                                                             |
| 2012 | Láska je láska            |                          | film                                                                                |
| 2012 | Praho, má lásko           | David                    | studentský film                                                                     |
| 2012 | Policajti z centra        | Krajčiak                 | televizní seriál, díl: „Hvězda bez nebe“                                            |
| 2013 | Borgia                    |                          | televizní seriál, díl: „Popeleční středa“                                           |
| 2014 | Raluca                    | Ivan Vrbovský            | film                                                                                |
| 2014 | Ordinace v růžové zahradě | lékař                    | televizní seriál, díly: „Velký třesk“, „Stokrát měř, jednou řež“ a „Život není fér“ |
| 2014 | Ulice                     | dealer Patrik            | televizní seriál                                                                    |
| 2015 | Doktor Martin             |                          | televizní seriál, díly: „Pražák“ a „Vyhazov“                                        |
| 2016 | Řachanda                  | král Růžového království | film                                                                                |
| 2016 | Já, Mattoni               |                          | televizní seriál, díl: „Bahno“                                                      |
| 2016 | Farmářská jízda           |                          | dokumentární seriál                                                                 |
| 2017 | 8 hlav šílenství          | dozorce                  | film                                                                                |
| 2017 | Kapitán Exner             |                          | televizní seriál, díl: „Na dosah ruky – 2. část“                                    |
| 2017 | Policie Modrava           | Dušan Čermák             | televizní seriál, díl: „Vražda u plavebního kanálu“                                 |
| 2017 | Specialisté               |                          | televizní seriál, díl: „Staré hříchy“                                               |
| 2017 | Modrý kód                 |                          | televizní seriál, díl: „Bojuj, hrdino!“                                             |
| 2018 | Krejzovi                  |                          | televizní seriál, díl: „Návštěva z personálního“                                    |
| 2018 | Stylista                  | Boho                     | televizní seriál                                                                    |
| 2018 | Ohnivý kuře               |                          | televizní seriál, díl: „Nečekané nabídky“                                           |
| 2018 | Dáma a Král               |                          | televizní seriál, díl: „Zapomenutá vražda“                                          |
| 2018 | Single Lady               | Martin                   | televizní seriál                                                                    |
| 2019 | Figurant                  |                          | krátký film                                                                         |
| 2019 | Temný Kraj                |                          | televizní seriál, díly: „Démoni – 1. část“ a „Démoni – 2. část“                     |
| 2020 | Daria                     | pacient s biblí          | film                                                                                |
| 2020 | Poldové a nemluvně        | Martin Konečný           | televizní seriál, díl: „Michalova smrt“                                             |
| 2020 | Slunečná                  | Jirka Kohout             | televizní seriál, díly: „Ženské zbraně“ a „Jako v jiném vesmírut“                   |
| 2021 | Zločiny Velké Prahy       | Josef Bauer              | televizní seriál, díl: „Loutkohra“                                                  |
| 2021 | Případ Roubal             |                          | televizní seriál, díl: „Epizoda 2“                                                  |
| 2022 | Iveta                     | muž na oslavě            | TV minisérie, díl: „Knoflíky lásky“                                                 |
| 2022 | Arvéd                     | Jiří Arvéd Smíchovský    | film                                                                                |
| 2023 | Zákony vlka               |                          | televizní seriál, díl: „Hon na vlka“                                                |
| 2023 | Přišla v noci             | pobuda Hobo              | film                                                                                |
| 2023 | Můžem i s mužem           | milenec                  | film                                                                                |
| 2024 | To se vysvětlí, soudruzi! | Juna 1                   | televizní seriál                                                                    |
| 2024 | Dobré ráno, Brno!         | Michal Kern              | televizní seriál, díly: „Episoda 5“ a „Episoda 8“                                   |
| 2024 | Stíny v mlze              |                          | televizní seriál, díl: „Zákony ulice“                                               |